# Camelot (film)
Camelot  è un film del 1967 del regista Joshua Logan.

## Trama
Ginevra, sposa di Re Artù, s'innamora del cavaliere Sir Lancillotto.
Quando il segreto viene scoperto Ginevra si fa monaca per espiare il suo peccato.

## Versione italiana
In seguito all'insuccesso del film in patria, la pellicola giunse in Italia in una versione ridotta. La maggior parte delle canzoni fu accorciata, ma le parti di melodia sopravvissute furono doppiate con le voci di Gigi Proietti (che doppia anche i dialoghi di Richard Harris), Tina Centi e Gianni Marzocchi. Quando la Warner distribuì la VHS, il doppiaggio d'epoca fu mantenuto ma le canzoni in italiano vennero soppresse per lasciar posto a quelle in originale. Unica maniera oggi di poter ascoltare le interpretazioni canore dei tre interpreti italiani sono rare registrazioni televisive.

## Riconoscimenti
- 1968 - Premio Oscar
  - Migliore scenografia a John Truscott, Edward Carrere e John Brown)
  - Migliori costumi a John Truscott
  - Miglior colonna sonora a Alfred Newman e Ken Darby
  - Candidatura Migliore fotografia a Richard H. Kline
  - Candidatura Miglior sonoro alla Warner Bros. (Seven Arts SSD)
- 1968 - Golden Globe
  - Miglior attore in un film commedia o musicale a Richard Harris
  - Miglior colonna sonora a Frederick Loewe
  - Miglior canzone (If Ever I Should Leave You) a Frederick Loewe e Alan Jay Lerner
  - Candidatura Miglior film commedia o musicale
  - Candidatura Miglior attrice in un film commedia o musicale a Vanessa Redgrave
  - Candidatura Miglior attore debuttante a Franco Nero
- 1968 - Kansas City Film Critics Circle Award
  - Miglior attrice protagonista a Vanessa Redgrave
- 1968 - Writers Guild of America
  - Candidatura WGA Award a Alan Jay Lerner